# Peripentadenia phelpsii
Peripentadenia phelpsii är en tvåhjärtbladig växtart som beskrevs av B.P.M. Hyland & M.J.E. Coode. Peripentadenia phelpsii ingår i släktet Peripentadenia och familjen Elaeocarpaceae. Inga underarter finns listade i Catalogue of Life.